# Lisy (Biała Podlaska)
Lisy es un pueblo ubicado en la gmina Biała Podlaska, distrito de Biała Podlaska, voivodato de Lublin, Polonia.

## Superficie
Cuenta con una superficie de 3,990 kilómetros cuadrados.

## Demografía
Hasta 2011 la población era de 56 habitantes, con una densidad de población de 14,04 habitantes por kilómetro cuadrado. Estaba conformada por 28 hombres y mujeres respectivamente, según el censo de la Oficina Central de Estadística.